# 格拉夫鎮區 (北達科他州基德縣)
格拉夫鎮區（英語：Graf Township）是位於美國北達科他州基德縣的一個鎮區。

## 地方資料
格拉夫鎮區的面積為93.27平方千米，當中陸地面積為81.35平方千米，而水域面積為11.92平方千米。根據2020年美國人口普查的數據，當地共有人口20人，而人口密度為每平方千米0.21人。